# Dresdner Eislöwen
Dresdner Eislöwen är en ishockeyklubb från Dresden i Tyskland. Klubben bildades år 1990 som ESC Dresden och spelar sedan ett avancemang säsongen 2007/2008 i den tyska andraligan, DEL2. Eislöven har även ett kälkhockeylag kallat Cardinals Dresden som spelar i den tyska kälkhockeyligan.
Lagen i klubben spelar sina hemmamatcher i EnergieVerbund Arena som har plats för upp till 4 200 åskådare.